# トガビトノセンリツ
『トガビトノセンリツ』は、ケムコより配信されているゲームソフト。2011年に携帯電話向けアプリとして配信。その後、2012年6月27日にAndroid向けアプリ、2013年10月2日にWii U用ゲームソフトとして配信されている。

## 解説
プリズナー・ゲームと呼ばれるデス・ゲームに参加させられた11人の男女を描いたアドベンチャーゲーム。iOS版の購入は無料だが、最後まで遊ぶには完全版を500円で購入する必要がある。2周目からは隠しモードがアンロックされ、登場人物たちの本心が明かされることにより事件の真相やトゥルーエンドへとたどり着ける仕組みとなっている。
また、本編以外にも登場人物たちの抱える問題を描いた『断片集』や、登場人物たちが拉致されることなく課外授業が行われた時の様子を描いた『無名の断片/空が晴れていた場合』なども収録されている。
なお、ケムコからプレイ動画投稿に関するガイドラインが設けられており、1周目冒頭から「4日目」の終了近くまでの投稿は許可されているが、2周目の隠しモードをオンにした状態での動画撮影・投稿は禁じられている。

## あらすじ
秋の連休を利用して、市立志加多第三高校（しかだだいさんこうこう）管弦部は、山へ課外授業に出かける。しかし何者かによって拉致され、"監獄"へと送られた。参加者の一人が"処刑"されたが、部員たちはプリズナー・ゲームへの抵抗を試みる。しかし、部員たちの隠された歪みが、ゲームによって浮き彫りになっていく。

## 登場人物
竹井 和馬（たけい かずま）
本作の主人公。志加多高校2年生。中学校時代は非行を繰り返していたが、乱暴な態度は家族への反発に由来するものであり、本心は真面目な小心者。周囲のメンバーから「部長」として最終的な方針決定を任される立場。
課外授業中、管弦部のほかのメンバーとともに何者かによって拉致された。
雪村 みこと（ゆきむら みこと）
志加多高校2年生。学園のアイドル。保健委員を務めており、将来看護師になりたいと思っている。過去に交通事故で両親を亡くしている。
雄ヶ原 蓮（おがはら れん）
志加多高校1年生。『管弦部の妄言製造機』の異名をとるほど型破りな人物にしてボーイズラブ愛好家だが、和馬に恋心を抱いている。そそっかしい一面もある。弟の悠をよく管弦部に連れてくる。母子家庭で育ってきた。
城本 征史郎（しろもと せいしろう）
志加多高校2年生で、和馬とは中学時代からの知り合い。いわゆる理系男子であり、『管弦部のマッドサイエンティスト』の異名を持つ。常に冷静に物事を判断している。
井之上 亮也（いのうえ りょうや）
志加多高校2年生。その眉目秀麗さから校内の女子から親衛隊ができるほど絶大な人気を誇る。彩音の面倒を見ることが多い。
西城 彩音（さいじょう あやね）
志加多高校3年生。音楽の才能には秀でているが、奇行が目立つ変人。管弦部の設立のきっかけとなった人物でもある。時折管弦部全員を巻き込んだゲームを提案することがある。
萩尾 恵澪奈（はぎお えれな）
志加多高校2年生。ギャル系だが、異性との恋愛経験はなく、亮也にあこがれを抱くものの、見向きもされていない。喜怒哀楽が激しい。
向島 七緒（むかいじま ななお）
志加多高校1年生。暴走しがちな管弦部メンバーの中で一人真面目にツッコミを入れるが、それが逆に周囲からいじられる要因となっている。コンピュータや電子工学に明るい。
雄ヶ原 悠（おがはら ゆう）
蓮の弟である小学4年生。管弦部の面々とは面識があり、特に和馬になついている。蓮との血縁関係はないが、姉のことを心から慕っている。
並坂 千鶴（なみさか ちづる）
管弦部の引率教諭で、担当科目は歴史。"悪い子"が好きだと言ってはばからない。天然ボケでのんびりした性格だが、相手の攻撃をいなすことを目的とした格闘術を身につけている。
鳩田 くるみ（はとだ くるみ）
課外授業先で管弦部の面々が出会った小学5年生。頭は良いが先のことまであまり考えない上、不真面目なところがある。

## プリズナーゲーム

### ゲームのルール
- このゲームは、"看守"と"囚人"に分かれて行うゲームである。
- このゲームにおける敗北は、死亡と同義である。
- このゲームにおける勝利は、監獄からの脱出と同義である。
- ゲーム開始前、プレイヤーにはランダムにキーが一つずつ配布される。キーホルダーに「JAILER」と書かれたキーを持つプレイヤーが"看守"、「PRISONER」と書かれたキーを持つプレイヤーが"囚人"である。
- キーホルダーの中には、自分の役割が書かれたプレートが入っている。このプレートを他プレイヤーが見えるような状態に置くと、そのプレイヤーは敗北となる。
- 昼時間、囚人は自分の罪種を「無実の罪」と主張しなければならない。それ以外の罪種を主張すると「自白」とみなされ処刑される。ただし、夜時間に個室で「無実の罪」以外の罪種であると主張することは問題ない。なお、実際にどのような罪種があるのかは、看守・囚人共に告知されていない。
- 夜時間には全プレイヤーは個室にいなければならない。看守用の個室と囚人用の個室で分かれているが、看守の個室と囚人の個室は壁一枚を隔てて一つずつ繋がっている。個室内にあるマイクを用いて隣室のプレイヤーと会話できるが、声はボイスチェンジャーで変えられている。また、看守側の部屋には囚人の部屋に騒音を流すためのボタンがある。

### ゲームにおける役割
看守
看守には囚人を統率する目的から、警棒型のスタンガンを使っても良い。ただし、夜時間には所定の場所へ戻さなければならない。
ホールに設置されたタブレット端末から、1日につき1回だけ、1人の囚人を「処刑」あるいは「釈放」することができる。「処刑」されたプレイヤーは処刑室で電気椅子による処刑を受け、敗北となる。「釈放」されたプレイヤーは無条件で勝利となる。ただし、「処刑」「釈放」をするには、タブレット端末にその時生存している看守全員のキーを認証させなければならない。
殺人鬼を敗北させることが唯一の勝利条件である。
殺人鬼
殺人鬼のキーは、囚人用の個室にあるロッカーを解錠することができる。ロッカーには、ナイフと返り血を防ぐための雨合羽が入っている。23時から1時間、殺人鬼と隣接する看守の部屋の壁が強制的に取り払われる。この時看守の部屋には麻酔ガスが散布され、看守は抵抗することが不可能となる（ただし意識はあるため、殺人鬼の顔の目撃は可能）。看守を殺害すると、死体は執行人により死体安置所へ運ばれる。
手段に関わらず看守を全員敗北させると、殺人鬼を含めた全ての囚人の勝利となる。
殺人鬼が敗北すると、その時に残っているプレイヤーは全員勝利となる。
殺人鬼が釈放されると、その時に残っているプレイヤーは全員敗北となる。
脱獄囚
このプレイヤーは、以下の条件を満たすことで、勝利の機会が与えられる。
1. 個室での尋問の際、正直に答えなければならない制限を負った「模範囚」という罪種を名乗る。昼時間は「無実の罪」を名乗る。
2. 「模範囚」が自分だと教えてはいけない。特定されるような質問には、否認か黙秘をする。
3. 上記を除いた看守からの質問に対しては、昼・夜に関わらず正直に答える。

以上全ての条件に一定期間反しなかった場合、脱獄囚のキーは会場内全てのドアを解錠できるようになり、会場外への脱出が可能となる。この時、夜時間は個室にいなければならないというルールは適用されない。
詐欺師
このプレイヤーは昼・夜を問わず、看守に対してゲームに関わる情報で事実を言ってはならない。具体的には「自分の正体・罪種について」「正しい罪種の名前や内容」「誰がどの罪種であるか」「夜時間で誰と同室だったか」という情報である。囚人に対してこれらの情報に関して事実を言うのは問題ない。
このプレイヤーはゲーム勝利時、賞金が与えられる。その額は勝利決定時点での残りプレイヤーの数に応じて変動する。
革命家
このプレイヤーが死亡した時、その時生存しているプレイヤーのキーを全て回収する。それまで看守だったプレイヤーに囚人のキーを、それまで囚人だったプレイヤーに看守のキーを再配布して後、ゲームを再開する。
無実の罪
このプレイヤーは特に能力を持たない。
死刑囚
このプレイヤーはゲーム開始前にデモンストレーションとして処刑を受けなければならない。死刑囚の死亡と同時に、ゲーム開始となる。